# FM 34-52 Intelligence Interrogation
Le US Army Field Manual on Interrogation, parfois connu sous la nomenclature militaire FM 34-52, est un manuel de 177 pages décrivant aux interrogateurs militaires américains comment mener des interrogatoires efficaces tout en se conformant au droit américain et international. Il a été remplacé par le manuel FM 2-22.3 Opérations de collecte de renseignement humain.

## Interrogatoires pendant la «guerre mondiale contre le terrorisme»

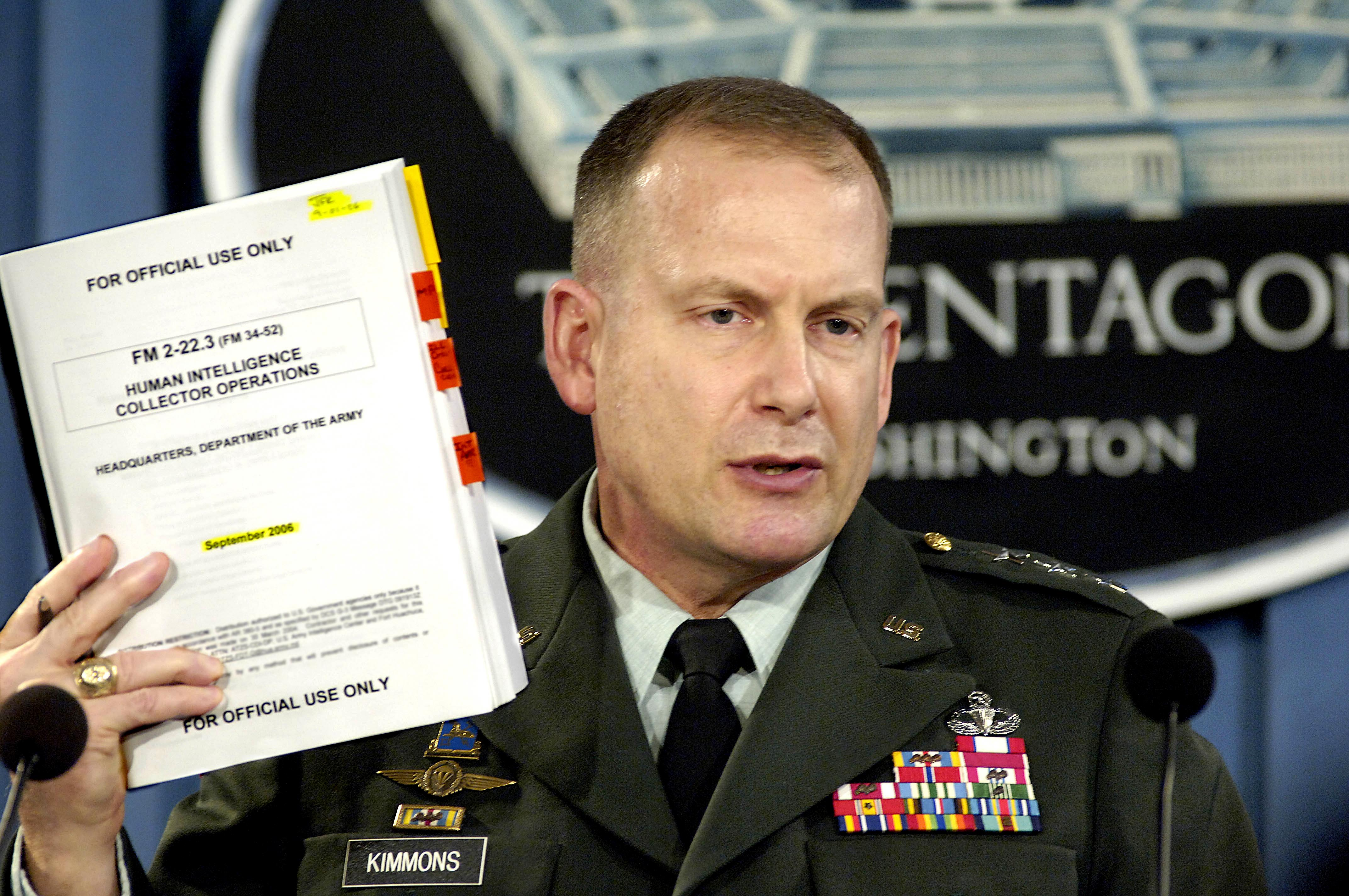
Sortie du manuel de remplacement en 2006.

Pendant la guerre américaine contre le terrorisme, le secrétaire à la Défense Donald Rumsfeld a publié un ensemble de techniques d'interrogatoire renforcées qui autorisaient des techniques considérées parfois comme de la torture. Cette autorisation était basée sur une série de notes juridiques controversées rédigées par le Bureau du conseiller juridique qui cherchaient à définir la torture de manière beaucoup plus étroite qu'auparavant. Ces autorisations ont été très controversées et contredites, en particulier à la suite du scandale de la torture et des mauvais traitements infligés aux prisonniers à Abu Ghraib. Diverses révisions des techniques étendues ont été publiées.
Rumsfeld voulait que les techniques étendues ne soient utilisées que sur les captifs que les États-Unis classaient comme « combattants illégaux ». Cependant, des techniques d'interrogatoire approfondies ont été adoptées en Iraq, même si les prisonniers y étaient protégés par les Conventions de Genève[réf. nécessaire]. Le général Geoffrey Miller, qui était alors le directeur de l'interrogatoire des détenus détenus à Guantanamo Bay, et une partie de son personnel a été envoyé en Irak pour aider à transférer leur expérience en matière d'interrogatoire. Les troupes du renseignement militaire utilisaient des techniques poussées en Afghanistan, notamment le capitaine Carolyn Wood. Le général Ricardo Sanchez, commandant des forces terrestres américaines en Irak, a publié son propre ensemble de techniques étendues après la contribution de Miller et de son équipe et celle du capitaine Wood.

## Loi sur le traitement des détenus
Le 25 juillet 2005, le sénateur John McCain (lui-même prisonnier de guerre et victime de torture pendant la guerre du Vietnam) a soumis un amendement à un projet de loi sur les dépenses militaires, destiné à empêcher les interrogateurs du gouvernement américain d'utiliser des techniques d'interrogation non autorisées dans le manuel de terrain de l'armée.
Le 20 octobre 2005, le vice-président Dick Cheney a rencontré McCain pour tenter de le convaincre d'accepter que son amendement ne devrait s'appliquer qu'aux interrogateurs militaires. Cheney voulait continuer à autoriser les interrogateurs civils, travaillant pour les agences de renseignement américaines, à utiliser des techniques d'interrogatoire plus étendues. McCain n'était pas d'accord.
L'amendement de McCain a été adopté et s'appelle désormais la « loi sur le traitement des détenus ».

## Projet de révision du manuel pour permettre des techniques étendues
Le 28 avril 2005, le secrétaire à la Défense Donald Rumsfeld a annoncé que l'armée réviserait le manuel. Le manuel révisé devrait préciser plus clairement quelles techniques d'interrogatoire étaient interdites.
Le 14 décembre 2005, le New York Times a rapporté que le manuel de campagne de l'armée avait été réécrit par le Pentagone. Auparavant, la section des techniques d'interrogation du manuel pouvait être lue librement sur Internet; la nouvelle édition comprenait 10 pages classifiées dans la section des techniques d'interrogatoire, ne laissant au public aucune indication sur ce que le gouvernement considérait comme n'étant pas de la torture.
Le 5 juin 2006, le Los Angeles Times a rapporté que les révisions du Pentagone supprimeraient l'interdiction des « traitements humiliants et dégradants » et d'autres interdictions en application de l'article 3 de la troisième convention de Genève. Le LA Times a rapporté que le Département d'État avait plaidé contre les révisions en raison de leur effet sur l'opinion mondiale des États-Unis.
En 2006, un débat était en cours sur la question de savoir si la section des interrogatoires devait être classifiée ou accessible. Le New York Times a rapporté que le Pentagone envisageait de rendre publique la section des interrogatoires, mais le Pentagone n'a fait aucune annonce officielle de ses intentions.
Le 6 septembre 2006, l'armée américaine a annoncé la publication du Field Manual (FM) 2-22.3, Human Intelligence Collector Operations. Le communiqué de presse de l'US Army a déclaré que le manuel de campagne 2-22.3 remplaçait le manuel de campagne 34-52 (publié en 1992). Le nouveau manuel interdit spécifiquement bon nombre des techniques d'interrogatoire renforcées controversées (y compris le « waterboarding ») qui ont porté l'affaire à l'attention du public, et stipule également que la liste ne comprend pas toutes les actions interdites.